# Nicolas Huet
Pour les articles homonymes, voir Huet.
Nicolas Huet, né le 22 juillet 1976, est un snowboarder français, spécialisé dans les épreuves du slalom géant parallèle et du slalom parallèle.

## Palmarès

### Championnats du monde
- Médaille d'or en slalom parallèle en 1999
- Médaille d'or en slalom parallèle en 2001
- Médaille d'argent en slalom parallèle en 2005
- Médaille de bronze en slalom géant parallèle en 2003
- Médaille de bronze en slalom géant parallèle en 2005

### Coupe du monde
- 2e du classement général de Coupe du monde de snowboard 2000
- 33 podiums dont 13 victoires sur des épreuves de la Coupe du monde (slalom, slalom géant parallèle ou slalom parallèle)